# Adrián de Lemos
Adrián de Lemos Calderón (Goicoechea, 13 ottobre 1982) è un calciatore costaricano, portiere del Guastatoya.